# إليونورا ديس

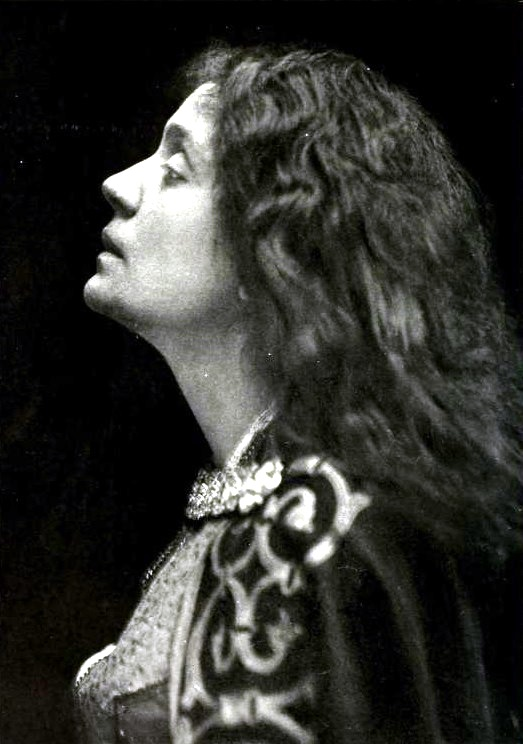
Eleonora Duse

إليونورا ديس. ولدت في 3 أكتوبر 1858 في فيدجيفانو وتوفيت 21 أبريل 1924 في بيتسبرغ، ممثلة إيطالية، تدعى ديس. تعتبر واحدة من أكبر الممثلات في وقتها. عملت موضوع لألف وتسعمائة و سبع وأربعون بيوبيك إليونورا ديس.

## حياة ومهنة
ولدت ديس في فيجيفانو، لومباردي، وبدأت التمثيل في طفولتها. كان والدها وجدها داعمين لها، انضمت إلى الفرقة في سن الرابعة. بسبب الفقر، عملت باستمرار في البداية متنقلة من مدينة إلى أخرى مع الفرقة التي كانت تعمل فيها عائلتها. دخلت إلى عالم من خلال تقديم النسخ الإيطالية للأدوار الشهيرة لسارة برنار. حقَّقَت أول نجاح كبير لها في أوروبا، ثم قامت بجولات في أمريكا الجنوبية وروسيا والولايات المتحدة؛ بدأت هذه الجولات باعتبارها غير معروفة لكنها تركت خلفها اعترافا عاما لعبقريتها. في حين أنها كرست حياتها المهنية في أداء مسرحيات "warhorses"، إلا أنها اشتهرت أكثر بمسرحيات الشاعر غابرييلي دانونسيو وهنريك إبسن.

## معرض الصور

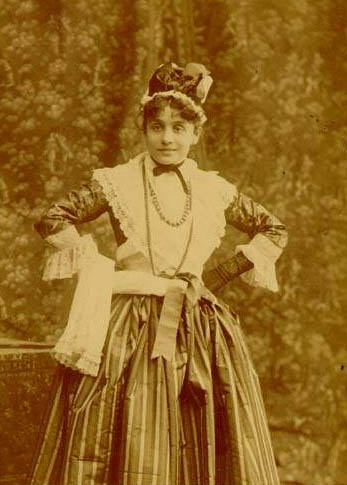
In كارلو جولدوني's صاحبة اللوكاندة  [لغات أخرى]‏, 1891
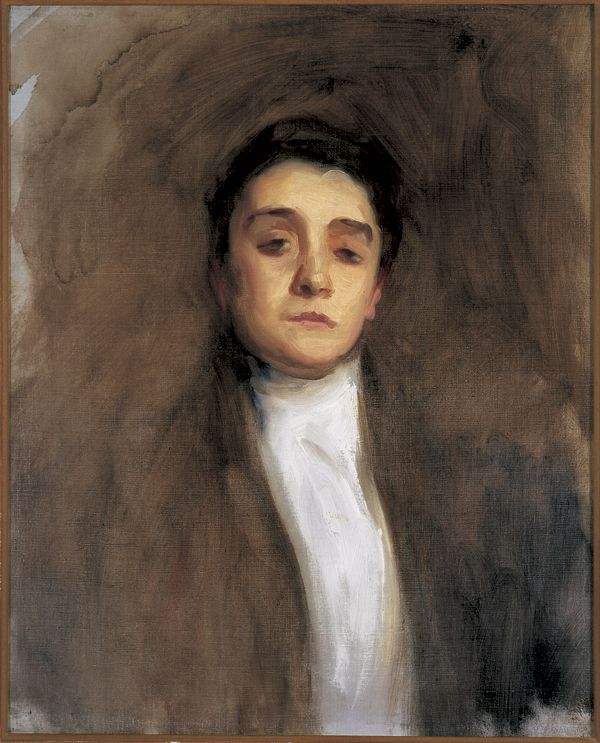
A portrait by جون سنغر سارغنت, c.1893
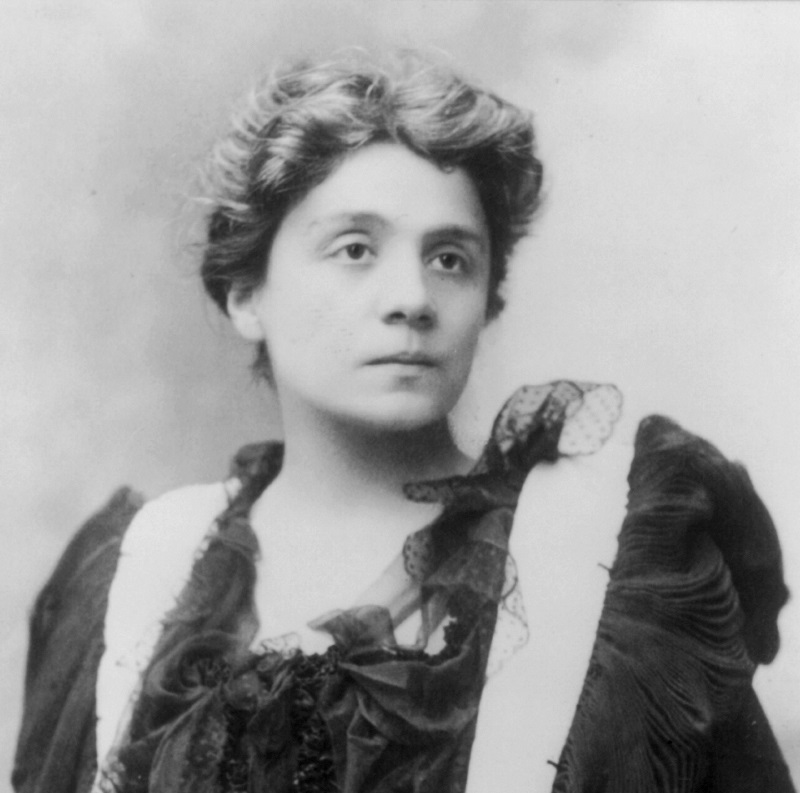
A photograph by أيميه دوبونت, 1896
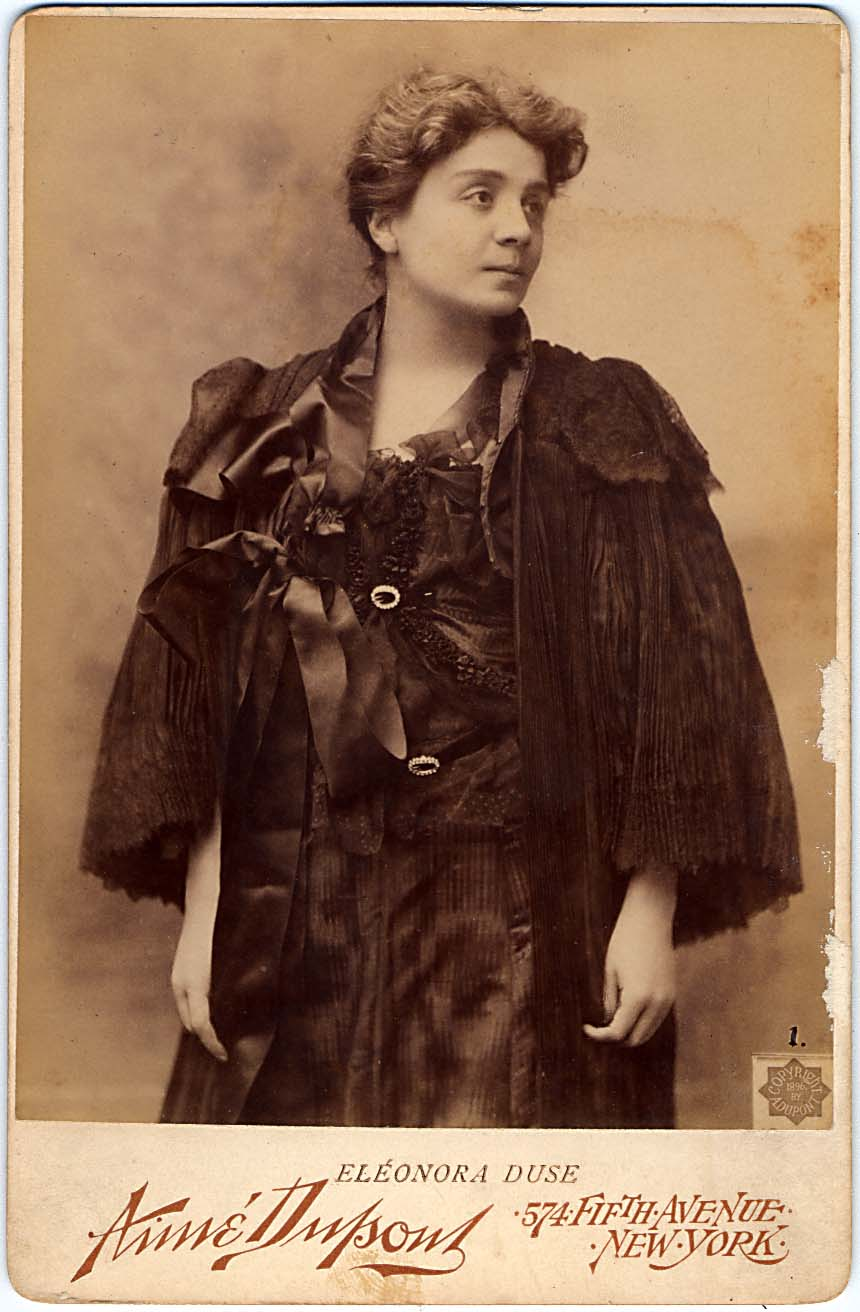
A photograph by Aimé Dupont, New York, 1896
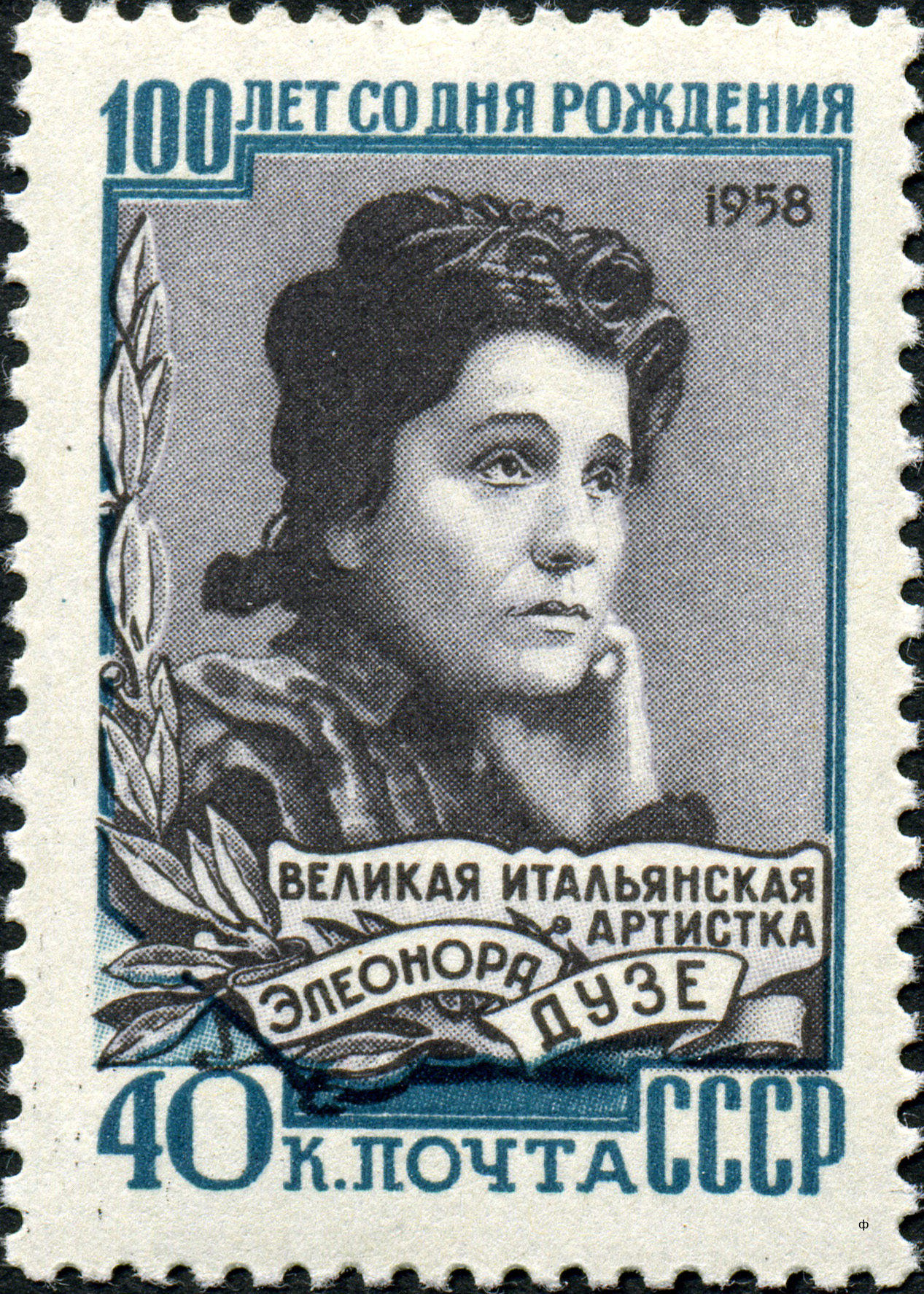
Eleonora Duse on a 1958 postage stamp of the الاتحاد السوفيتي
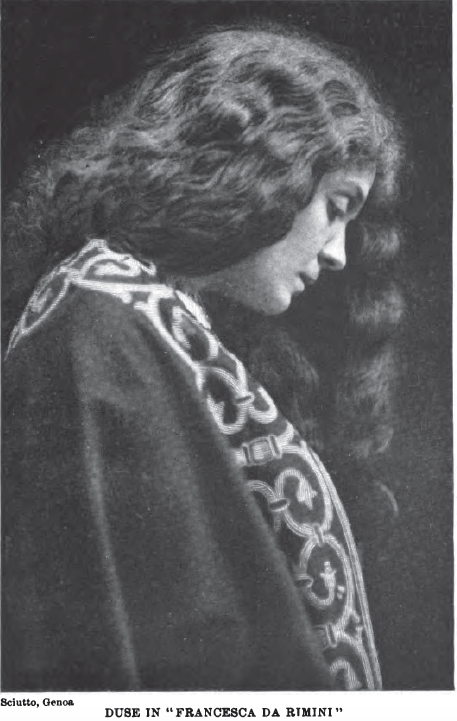
Eleonora Duse in Francesa da Rimini

## روابط خارجية
- إليونورا ديس على موقع IMDb (الإنجليزية)
- إليونورا ديس على موقع الموسوعة البريطانية (الإنجليزية)
- إليونورا ديس على موقع قاعدة بيانات برودواي على الإنترنت (الإنجليزية)
- إليونورا ديس على موقع إن إن دي بي (الإنجليزية)
- إليونورا ديس على موقع ديسكوغز (الإنجليزية)
- إليونورا ديس على موقع قاعدة بيانات الفيلم (الإنجليزية)